# Musée de la monnaie de la banque du Japon
Pour les articles homonymes, voir Musée de la monnaie.

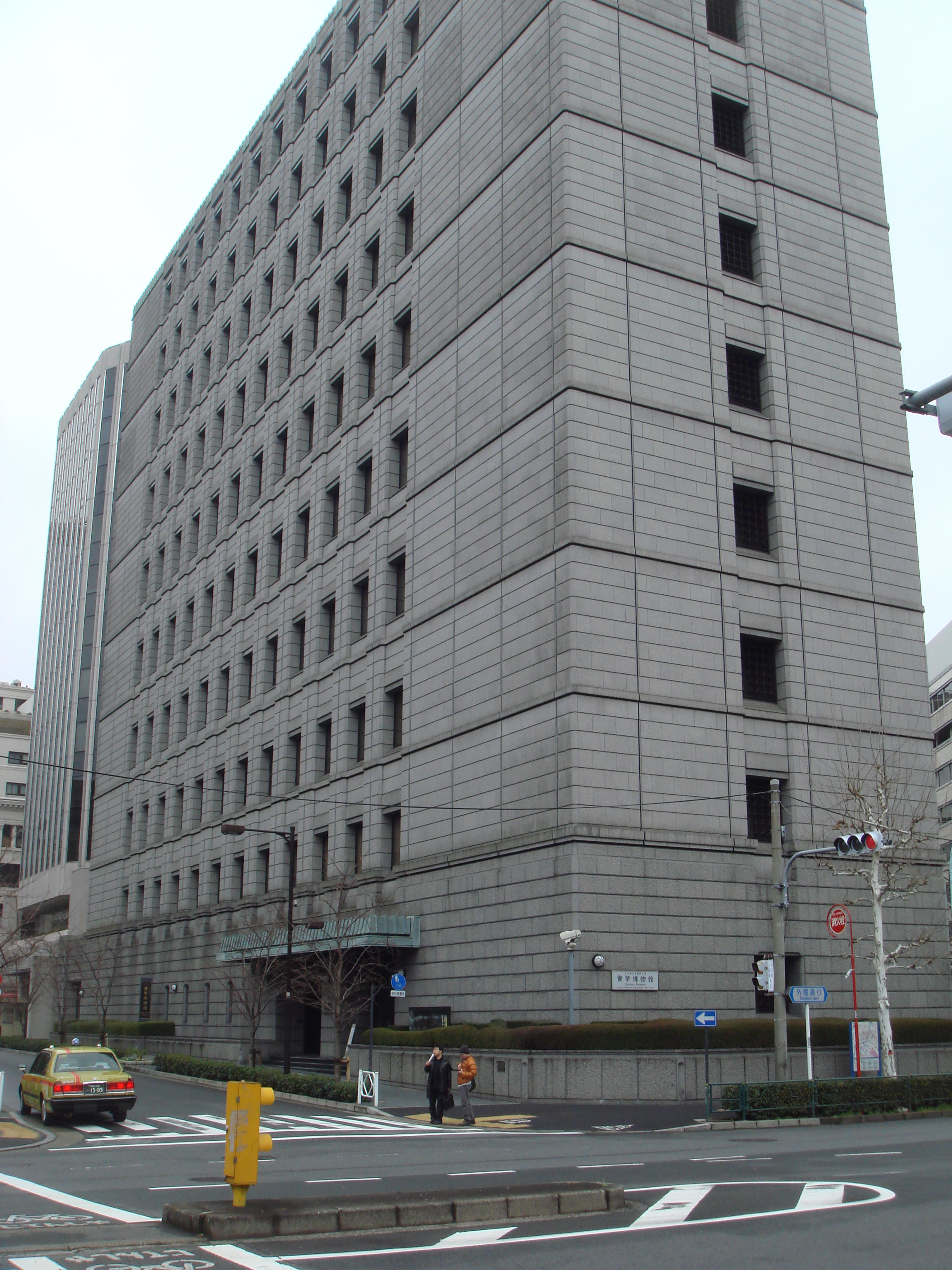
Musée de la monnaie japonais à Nihonbashi.

Le Musée de la monnaie de la banque du Japon (貨幣博物館, Kahei-hakubutsukan), connu sous le nom officiel de Musée de la monnaie, Institut d'études économiques et monétaires, de la Banque du Japon (日本銀行金融研究所貨幣博物館, Nihonginkō-kin'yū-kenkyūjo-kahei-hakubutsukan) est un musée consacré à la monnaie japonaise, situé en face du bâtiment de la banque du Japon à Chūō, Tokyo.
Le musée a ouvert ses portes en novembre 1985. En 2010, s'est tenue une exposition de portefeuilles de l'époque d'Edo et de l'ère Meiji (1868–1912).

## Exposition

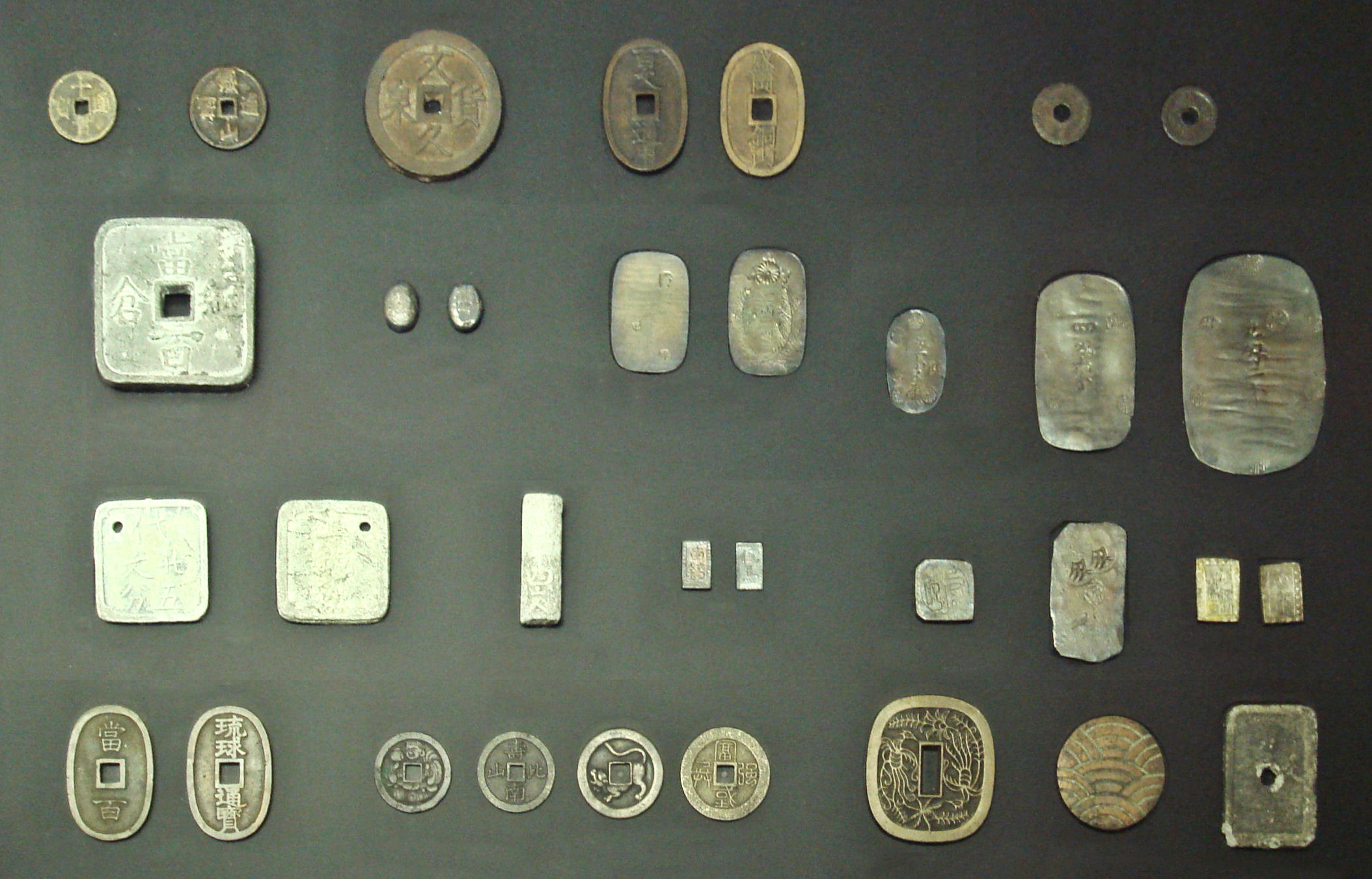
pièce de l'époque Bakumatsu

Le musée possède l'une des collections de numismatique les plus importantes des pays de l'Asie de l'Est. Il s’agit de plus de 200 000 exemplaires de pièces de monnaie et de billets de banque relatant l’histoire de la circulation des billets de banque japonais, de leurs techniques de production et de leur culture de l’utilisation. L'un des stands est consacré à la technique de la fausse monnaie.
Outre des expositions représentant l'histoire de la monnaie japonaise, le musée possède une collection de devises étrangères, en particulier d'anciens billets de banque de la Chine et de la Nouvelle-Zélande.

## Galerie

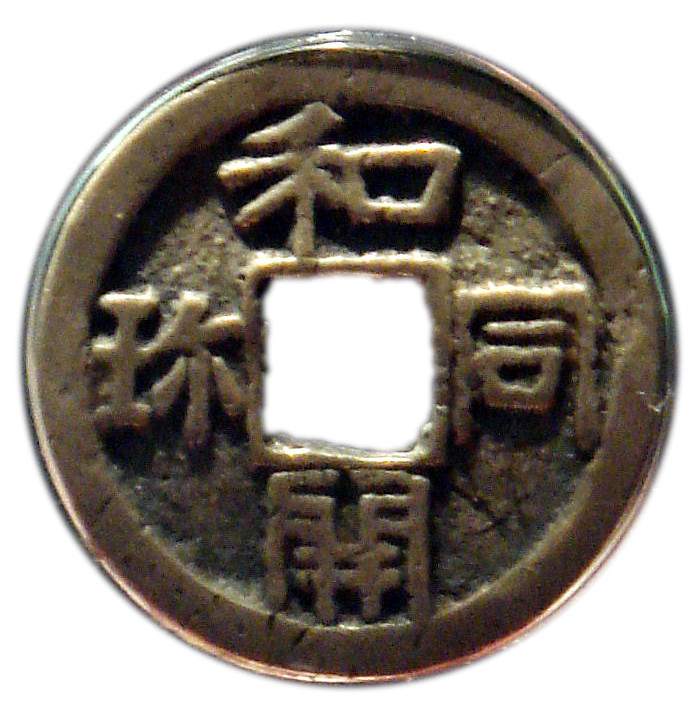
Pièce wadōkaichin du VIIIe siècle, Japon.
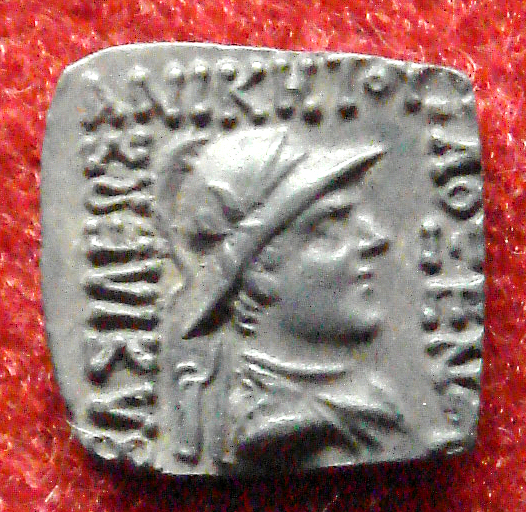
Pièce Philoxenus indo-grecque au format carré indien.
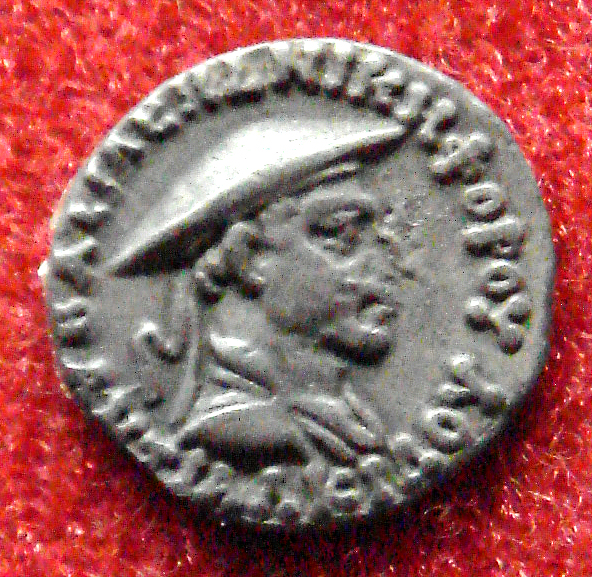
Antialcidas portant le causia.